# IC 5028
IC 5028 ist eine Irreguläre Galaxie vom Hubble-Typ IB im Sternbild Pfau am Südsternhimmel. Sie ist schätzungsweise 68 Millionen Lichtjahre von der Milchstraße entfernt und hat einen Durchmesser von etwa 25.000 Lichtjahren.
Das Objekt wurde am 24. September 1900 vom US-amerikanischen Astronomen DeLisle Stewart entdeckt.